# Rune Carlsten
Rune Carlsten, né Rune Wilhelm Carlsten le 2 juillet 1890 à Stockholm et mort le 12 octobre 1970 à Täby, est un réalisateur, scénariste et acteur suédois.

## Biographie
Il fut l'époux de Dora Söderberg.

## Cinéma

### Acteur
- 1931 : Längtan till havet de John W. Brunius et Alexander Korda
- 1941 : Lasse-Maja de Gunnar Olsson

### Réalisateur
- 1919 : Quand l'amour commande (Ett farligt frieri)
- 1920 : Les Traditions de la famille (Familjens traditioner)
- 1931 : Dangerous Paradise (en)
- 1935 : Äktenskapsleken
- 1941 : Hem från Babylon
- 1944 : Räkna de lyckliga stunderna blott

## Théâtre
- 1957 : La Marque du poète d'Eugene O'Neill (création mondiale)